# Pulitzer-Preis/Auslandsberichterstattung
Der Pulitzer-Preis für Auslandsberichterstattung (Pulitzer Prize for International Reporting) wird seit 1948 jährlich vergeben, mit Ausnahme von 1977. Von 1942 bis 1947 hieß der Preis Auslandsberichterstattung per Telegrafie (Pulitzer Prize for Telegraphic Reporting – International).

## Liste der Preisträger

### Pulitzer-Preis für Auslandsberichterstattung (International Reporting)

#### 2020–2029
- 2024: Mitarbeiter der New York Times „für ihre umfassende Berichterstattung zum Terrorangriff der Hamas auf Israel 2023, dem Versagen des israelischen Geheimdienstes und zur radikalen und tödlichen Antwort (sweeping, deadly response) des israelischen Militärs“ (siehe Krieg in Israel und Gaza seit 2023).
- 2023: Mitarbeiter der New York Times „für ihre unerschrockene Berichterstattung über die russische Invasion in der Ukraine, einschließlich einer achtmonatigen Untersuchung der ukrainischen Todesfälle in der Stadt Butscha und der für die Morde verantwortlichen russischen Einheit.“
- 2022: Mitarbeiter der New York Times, insbesondere Azmat Khan, für ihre „mutige und schonungslose“ Berichterstattung über zivile Opfer der Luftschläge der US-Armee in Syrien, Afghanistan und im Irak[1]
- 2021: Megha Rajagopalan, Alison Killing und Christo Buschek von BuzzFeed News für ihre „klare und fesselnde Serie“ über die Unterdrückung muslimischer Minderheiten in China[2]
- 2020: Mitarbeiter der New York Times; ausgezeichnet für „eine Reihe packender Geschichten mit großem Risiko“ im Rahmen ihrer Russland-Berichterstattung[3]

#### 2010–2019
- 2019
  - Maggie Michael, Maad al-Zikry und Nariman El-Mofty von Associated Press für ihre „einschlägige, jahrelange“ Berichterstattung über den Krieg im Jemen[4]
  - Mitarbeiter von Reuters, insbesondere Wa Lone und Kyaw Soe Oo für ihre „mutige“ Berichterstattung über die Vertreibung und den Mord an den Rohingya in Myanmar, „die zur Inhaftierung der Reporter führte“[5]
- 2018: Clare Baldwin, Andrew R. C. Marshall und Manuel Mogato von Thomson Reuters für ihre „schonungslose“ Berichterstattung über den Drogenkrieg auf den Philippinen[6]
- 2017: Mitarbeiter der New York Times für ihre Berichterstattung über Russlands Einflussnahme im Ausland[7]
- 2016: Alissa J. Rubin, New York Times für ihre „gründlich recherchierte und bewegend geschriebene“ Berichterstattung über die Situation von Frauen in Afghanistan[8]
- 2015: Mitarbeiter der New York Times für ihre „mutige Berichterstattung an vorderster Front“ über die Ebolafieber-Epidemie in Afrika[9]
- 2014: Jason Szep und Andrew R. C. Marshall von Thomson Reuters für ihre „mutige“ Berichterstattung über die Verfolgung der Rohingya[10]
- 2013: David Barboza von der New York Times für seine „eindrucksvolle Enthüllung“ der Korruption in der chinesischen Regierung[11]
- 2012: Jeffrey Gettleman von der New York Times für seine „anschauliche Berichterstattung, die oft in Lebensgefahr verfasst wurde“ über Ostafrika[12]
- 2011: Clifford J. Levy und Ellen Barry von der New York Times für ihre „hartnäckige Berichterstattung“ über das Justizwesen in Russland[13]
- 2010: Anthony Shadid von der Washington Post für seine „reichhaltige, wunderschön geschriebene“ Berichterstattung über die Situation der Menschen im Irak während des Truppenabzugs der USA[14]

#### 2000–2009
- 2009: Mitarbeiter der New York Times, darunter Lynsey Addario
- 2008: Steve Fainaru von der Washington Post
- 2007: Mitarbeiter des Wall Street Journal
- 2006: Joseph F. Kahn und Jim Yardley von der New York Times
- 2005: Dele Olojede von NewsdayNewsday, Long Island
- 2005: Kim Murphy von der Los Angeles Times
- 2004: Anthony Shadid von der Washington Post
- 2003: Kevin Sullivan und Mary Jordan von der Washington Post
- 2002: Barry Bearak von der New York Times
- 2001: Paul Salopek von der Chicago Tribune
- 2001: Ian Denis Johnson von Wall Street Journal
- 2000: Mark Schoofs von Village Voice

#### 1990–1999
- 1999: Mitarbeiter des Wall Street Journal
- 1998: Mitarbeiter der New York Times
- 1997: John F. Burns, New York Times
- 1996: David Stephenson Rohde, Christian Science Monitor
- 1995: Mark Fritz, Associated Press
- 1994: Mitarbeiter des Dallas Morning News
- 1993: Roy Gutman und Andree Kaiser, NewsdayNewsday
- 1993: John F. Burns, New York Times
- 1992: Patrick J. Sloyan, NewsdayNewsday
- 1991: Serge Schmemann, New York Times
- 1991: Caryle Murphy, Washington Post
- 1990: Nicholas D. Kristof und Sheryl Wu Dunn, New York Times

#### 1980–1999
- 1980: Joel Brinkley (Reporter) und Jay Mather (Fotograf) von der Louisville Courier-Journal
- 1981: Shirley Christian, Miami Herald
- 1982: John Darnton, New York Times
- 1983: Thomas L. Friedman und Loren Jenkins, New York Times respektive Washington Post
- 1984: Karen Elliott House, Wall Street Journal
- 1985: Josh Friedman und Dennis Bell (Reporter) und Ozier Muhammad (Fotograf), Newsday
- 1986: Lewis M. Simons, Pete Carey und Katherine Ellison, San Jose Mercury News
- 1987: Michael Parks, Los Angeles Times
- 1988: Thomas L. Friedman, New York Times
- 1989: Bill Keller, New York Times
- 1989: Glenn Frankel, Washington Post

#### 1970–1979
- 1979: Richard Ben Cramer, The Philadelphia Inquirer
- 1978: Henry Kamm, New York Times
- 1977: nicht vergeben
- 1976: Sydney H. Schanberg, New York Times
- 1975: William Mullen (Reporter) und Ovie Carter (Fotograf), Chicago Tribune
- 1974: Hedrick Smith, New York Times
- 1973: Max Frankel, The New York Times
- 1972: Peter R. Kann, Wall Street Journal
- 1971: Jimmie Lee Hoagland, Washington Post
- 1970: Seymour M. Hersh, Dispatch News Service

#### 1960–1969
- 1969: William Tuohy, Los Angeles Times
- 1968: Alfred Friendly, Washington Post
- 1967: R. John Hughes, Christian Science Monitor
- 1966: Peter Arnett, Associated Press
- 1965: J. A. Livingston, Philadelphia Bulletin
- 1964: Malcolm W. Browne und David Halberstam, Associated Press bzw. New York Times
- 1963: Hal Hendrix, Miami News
- 1962: Walter Lippmann, New York Herald Tribune Syndicate
- 1961: Lynn Heinzerling, Associated Press
- 1960: A.M. Rosenthal, New York Times

#### 1948–1959
- 1959: Joseph Martin und Philip Santora, New York Daily News
- 1958: Mitarbeiter der New York Times
- 1957: Russell Jones, United Press
- 1956: William Randolph Hearst Jr., Joseph Kingsbury-Smith und Frank Conniff, International News Service
- 1955: Harrison E. Salisbury, New York Times
- 1954: Jim G. Lucas, Scripps-Howard Newspapers
- 1953: Austin Wehrwein, Milwaukee Journal
- 1952: John M. Hightower, Associated Press
- 1951: Keyes Beech (Chicago Daily News); Homer Bigart (New York Herald Tribune); Marguerite Higgins (New York Herald Tribune); Relman Morin (Associated Press); Fred Sparks (Chicago Daily News); and Don Whitehead (Associated Press)
- 1950: Edmund Stevens, Christian Science Monitor
- 1949: Price Day, Baltimore Sun
- 1948: Paul W. Ward, Baltimore Sun

### Pulitzer-Preis für Auslandsberichterstattung per Telegrafie (Telegraphic Reporting – International)

#### 1942–1947
- 1947: Eddy Gilmore, Associated Press
- 1946: Homer William Bigart, New York Herald Tribune
- 1945: Mark S. Watson, The Baltimore Sun
- 1944: Daniel De Luce, Associated Press
- 1943: Ira Wolfert, North American Newspaper Alliance, Inc.
- 1942: Laurence Edmund Allen, Associated Press